# Skærpiber
Skærpiber (Anthus petrosus) er en 16 centimeter stor spurvefugl, der yngler i det nordvestlige Europa ved stenede eller klippefyldte kyster. I Danmark yngler arten fåtalligt ved havnemoler og stenede strande ved Kattegat. Den lever af insekter om sommeren og snegle og krebsdyr om vinteren.
Skærpiber ligner meget de andre pibere, men benene er mørke, og fjerdragten er mørkere med mere udflydende pletter på undersiden. Stemmen er svær at skelne fra engpibers og bjergpibers.
Arten er en typisk fugl langs Norges og Sveriges kyster, men er i Danmark en sjælden ynglestandfugl i kattegatområdet på strande med store sten eller ved havnemoler. Den kan dog være ret almindelig som trækgæst forår og efterår.Den er regnet som en truet art på den danske rødliste 2019.

## Taksonomi
Skærpiber blev tidligere betragtet som underarten littoralis af bjergpiber (Anthus spinoletta), men kaldes nu, sammen med en anden tidligere underart af bjergpiber, for en selvstændig art.

## Underarter
To underarter findes af skærpiber:
- A. petrosus petrosus, Britiske Øer og det vestlige Frankrig
- A. petrosus littoralis, Skandinavien til det nordvestlige Rusland